# مرداب آب شیرین

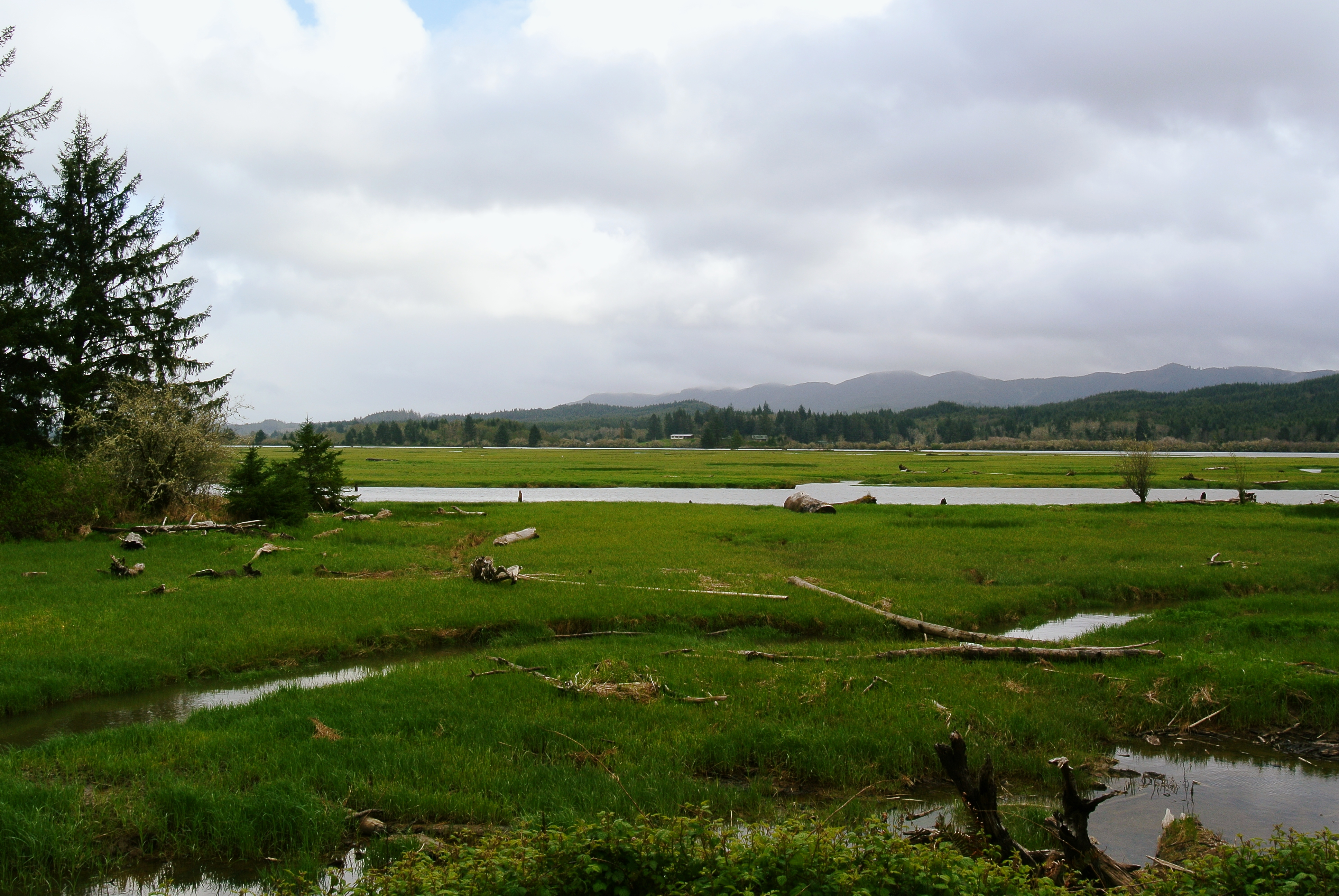
مانداب آب شیرین، رودخانه ناسل، واشینگتن

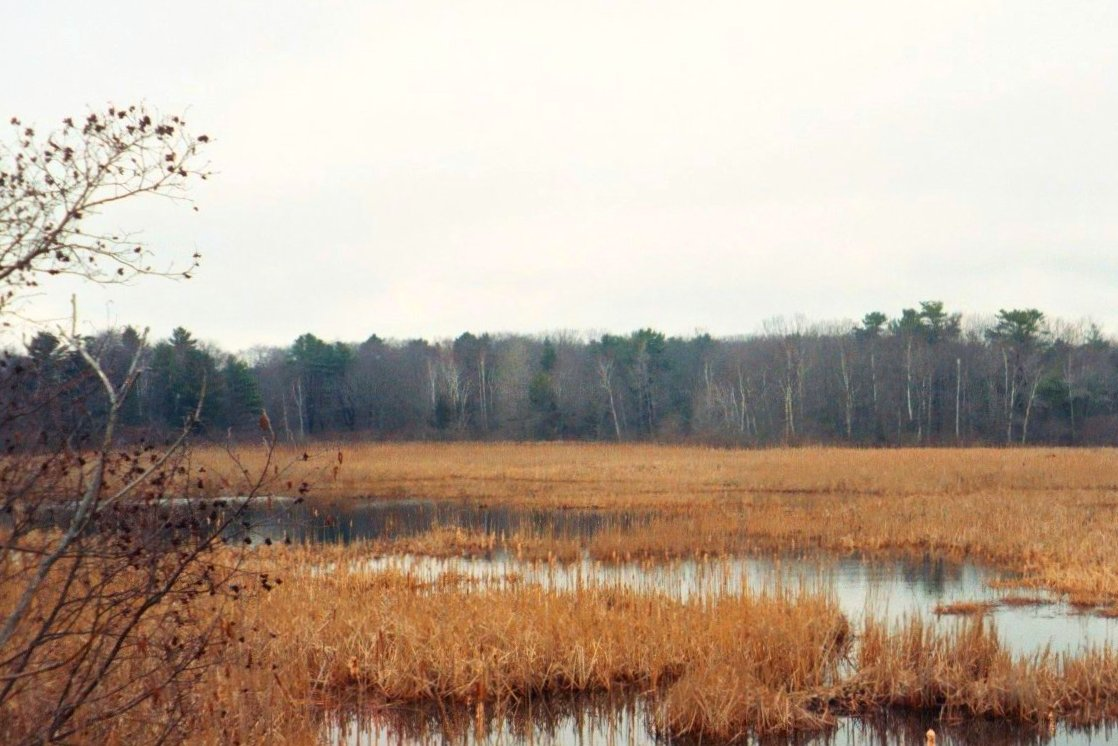
مانداب آب شیرین در کیتری پوینت، مین

مرداب آب شیرین یا مانداب آب شیرین (به انگلیسی: Freshwater marsh)، یک تالاب ماندابی غیرکشندی و غیرجنگلی است که حاوی آب شیرین است و به‌طور همیشگی یا پی‌درپی در معرض سیل قرار می‌گیرد. مانداب‌های آب شیرین عمدتاً متشکل از جگن‌ها، علف‌ها و گیاهان نوپدید هستند. مانداب‌های آب شیرین معمولاً در نزدیکی دهانه رودخانه‌ها، در کنار دریاچه‌ها یافت می‌شوند و در مناطقی با زهکشی کم مانند دریاچه‌های رهاشده oxbow وجود دارند. این تالاب، همتای مانداب نمکی است، یک منطقه کشندی بالای ساحلی از زیستگاه زیستی، که به‌طور پیوسته با آب دریا شسته می‌شود.

## جانوران
بسیاری از انواع جانوران در دوره‌ای از چرخه زندگی خود از مانداب‌های آب شیرین برای زیستگاه استفاده می‌کنند. پرندگان، دوزیستان، خزندگان، ماهیان و بی‌مهرگان کلان را می‌توان در مانداب‌های آب شیرین یافت. پرندگان از مانداب‌های آب شیرین برای لانه‌سازی استفاده می‌کنند. گونه‌های رایج پرندگانی که در مانداب‌های آب شیرین یافت می‌شوند عبارتند از مرغابی، غاز، قو، پرندگان آوازخوان، پرستو، چنگر و مرغابیان پهنه‌چین. اگرچه مانداب‌های کم‌عمق تمایلی به نگهداری از بسیاری از ماهیان ندارند، اما از آنها به عنوان محل پرورش نوزادان استفاده می‌شود. ماهی‌های عمیق‌تر محل زندگی گونه‌های زیادی هستند، از جمله ماهی‌های بزرگ مانند اردک‌ماهی و کپور.